# Chronologie du Liban
Articles détaillés : Histoire du Liban - Guerre du Liban

## Antiquité
- À partir du IIIe millénaire av. J.-C. : La côte est occupée par les Cananéens, qui fondent les cités-États de Byblos, Beyrouth, Saïda et Tyr.

- Vers 1200 av. J.-C. : naissance de la civilisation phénicienne.

- Début du Ier millénaire av. J.-C. : Les Phéniciens dominent tout le commerce méditerranéen. La côte libanaise était phénicienne, l'arrière-pays dépendait de princes et de tribus assyriennes.

De 800 av. J.-C. à 100 av. J.-C., le pays connaît une domination assyrienne depuis 35 ans, égyptienne, perse, babylonienne puis grecque.
- En 332 av. J.-C., Alexandre le Grand, occupe tout le Liban après un siège de la ville de Tyr qui dure sept mois.

- De 64 av. J.-C. à 636, le Liban fait partie de la province romaine de Cœlé-Syrie puis de la province byzantine de Syrie.

- En 395, le Liban passe sous domination byzantine

## Moyen Âge
- 636 : conquête du Liban par les Arabes musulmans.

- 636 à 750 : Califat omeyyade

- 750 à 1102 : Califat abbasside

- 1102 à 1291 : Dans le cadre de la conquête par les Croisés du royaume de Jérusalem, les croisés forment les États latins d'Orient. Parmi eux, le comté de Tripoli forme l'essentiel du territoire de l'actuel Liban.

- 1291 à 1517 : Conquête par le Sultanat mamelouk

## La domination ottomane
- En 1517, l'Empire ottoman conquiert le Liban aux dépens des Mamelouks d'Égypte. Le Liban est annexé à l'Empire ottoman.

- 1593-1840 : Fakhr al-Dïn (1593-1633) et Bachir Chehab II (1788-1840) unifient la montagne libanaise et réussissent à obtenir son autonomie.

- 1613 : bataille de Mzayrib

- 1623 : bataille d'Anjar

- 1711 : bataille d'Aïn Dara

- 1743 : bataille d'Ansar

- 1830-1840 : le Liban et la Syrie sont occupés par l'Égypte.

- 1840-1860 : instauration du régime du « Double Caïmacanat » (double préfecture), soit la territorialisation des communautés maronite au nord et druze au sud.

- 1858-1860 : des affrontements opposent les Druzes et les Maronites qui sont en plein essor démographique et économique.

- 1860-1915 : une province autonome du Mont-Liban (la moutassarifat du Mont-Liban) est créée sous la pression des Puissances européennes (cf. Expédition française en Syrie (1860-1861)), elle doit être dirigée par un gouverneur chrétien de nationalité ottomane. C'est l'origine de la francophonie libanaise.
- 9 novembre 1914 : le père jésuite Gérard de Martimprey, recteur de l'université Saint-Joseph de Beyrouth est contraint par le sous-directeur de la police, Othman bey, accompagné de quelques policiers, de lui remettre les clés de l'établissement. Celui-ci, ainsi que tous les autres établissements français, est fermé en raison du droit de la guerre[1].
- 21 novembre 1914 : départ des Anglais et des Français de Beyrouth, par la mer. Le gouvernement ottoman de Mehmed V s'approprie les écoles étrangères pour en faire des écoles ottomanes.
- 1916 : les accords secrets Sykes-Picot entre la France et la Grande-Bretagne définissent les zones d'influence des deux puissances au Proche-Orient, en prévision du démembrement de l'Empire ottoman. La région de l'actuel Liban se trouve en zone française.

- 1918 : le Liban est libéré de l'Empire ottoman. Il forme avec la plaine de la Beqaa, le mont Amel (le sud du Liban) et la ville de Beyrouth le « Grand Liban ».

## Les débuts de la République libanaise
- 1920-1943 : avec la chute de l'Empire ottoman, à la fin de la Première Guerre mondiale, la Société des Nations attribue ce territoire en protectorat au titre de mandat A (Claude Brzozowski, le 26 juillet 2006) de la SDN à la France. Le premier haut commissaire du gouvernement français chargé de l'exécution de ce mandat est le général Gouraud qui proclame la création de l'état du "Grand Liban" le 1er septembre 1920.

- 1922 : doté d'un conseil représentatif, puis d'une constitution en 1925, sans pour autant avoir une vraie autonomie.

- Le 13 novembre 1936, un traité franco-libanais[2] reconnait l'indépendance du pays, qui ne sera cependant effective qu'à partir du 22 novembre 1943.

- 1941 : durant la campagne de Syrie, de durs combats y opposent forces anglo-gaullistes et troupes fidèles au régime de Vichy en juin et juillet.

- 1943 : l'indépendance est proclamée. Les troupes françaises évacuent le pays en 1946. Le Pacte national institue un système politique confessionnel répartissant les pouvoirs entre maronites, sunnites, chiites, grecs orthodoxes, druzes et grecs catholiques.

- En 1958 : lors de la crise libanaise de 1958, des marines américains débarquent à Beyrouth à la demande du Président Camille Chamoun pour mettre fin à l'insurrection qui oppose les partisans et les opposants à l'adhésion du Liban à la République arabe unie.

- 1961 : tentative de coup d'État du Parti social nationaliste syrien.

- 1968 : en décembre, des commandos israéliens détruisent 13 avions sur le tarmac de l'aéroport de Beyrouth.

- 1969 : montée des tensions avec la guérilla palestinienne et accords du Caire.

- 1970 : événements de septembre noir en Jordanie : les milices palestiniennes se replient au Liban avec le feu vert de la Syrie, le Liban devenant le seul pays où l'Organisation de libération de la Palestine opère librement.

## La Guerre du Liban
- 1975 : la date du 13 avril est considérée comme le début de la guerre civile libanaise. L'armée libanaise qui se heurtait aux miliciens palestiniens, cesse d'intervenir par peur d'implosion. Les Kataeb (milice chrétienne fondée par Pierre Gemayel) s'opposent aux Palestiniens et leurs alliés locaux (essentiellement les forces de gauche, parti communiste et parti socialiste progressiste) dans de féroces combats de rue.

- 1976 : les affrontements dégénèrent en guerre civile ouverte. Des membres de l'opposition chrétienne avalisent l'intervention syrienne pour protéger la population chrétienne.

- 1978 : à la suite des attaques palestiniennes depuis le Liban contre Israël, Israël envahit le sud du Liban en mars. S'ensuit la création d'une "zone de sécurité". La résolution 425 (1978) demandant le retrait immédiat de l'armée israélienne est votée au Conseil de sécurité et la FINUL créée. L'imam Moussa Sader disparaît en Libye le 31 août.

- 1981 : l'ambassadeur de France à Beyrouth, Louis Delamare, est assassiné et les services secrets syriens semblent être les auteurs.

- 1982 : des obus sont lancés depuis le Liban contre Israël en Galilée, l'armée israélienne envahit le sud du Liban (opération Paix en Galilée) et fait le blocus de Beyrouth, dont elle chasse les forces armées palestiniennes du Liban dont une grande partie fuit vers les autres pays arabes ainsi que vers les pays occidentaux. Un attentat contre l'ambassade de France fait 11 morts et 27 blessés[3].

- 1983 : les marines américains et les parachutistes français, sont victimes de deux attentats meurtriers (plus de 250 morts américains et 58 français) le 23 octobre.

- 1985 : l'armée israélienne se retire d'une grande partie du Liban, et occupe le sud jusqu'en mai 2000 dans une zone sous son contrôle et celui de l'ALS (armée du Liban-Sud), un groupe qui a collaboré avec Israël et dont le chef est le général Antoine Lahad. Certaines parties libanaises continuent à défendre la résistance car elles ne reconnaissent pas le retrait total d'Israël des territoires libanais. Elles défendent la thèse que les fermes de Chebaa sont libanaises et qu'Israël doit se retirer de ces territoires avant tout accord de paix.

- 1988 : après la fin du mandat du président Amine Gemayel et quinze minutes avant son expiration ce dernier nomme le général Michel Aoun en tant que premier ministre par intérim. La position anti-syrienne d'Aoun était mal vue à Damas, et les Syriens se sont opposés à sa nomination, tout comme les Américains. Gemayel nomma aussi trois officiers chrétiens et trois autres musulmans pour servir sous les ordres de Aoun, mais les musulmans ont refusé de rejoindre leurs postes, formant leur propre gouvernement dans Beyrouth-ouest.

- 1989 : l'accord de Taef met fin officiellement au conflit, mais le réduit chrétien du général Aoun résiste jusqu'en octobre 1990.

## LeXXIesiècle
- 2005 : l'assassinat de l'ancien premier ministre Rafiq Hariri le 14 février 2005 provoque la révolution du Cèdre, lors de ces évènements, une grande part des Libanais s'opposent à la présence syrienne au Liban qui dure depuis 1975 et à l'influence qu'elle exerce dans la politique nationale libanaise.
- 2006 : le conflit israélo-libanais de 2006 : après une phase de reconstruction et de renouveau économique, le Liban est à nouveau fortement secoué par une intervention de l'armée israélienne, à la suite de tirs attribués au Hezbollah au nord d'Israël et à l'enlèvement de deux soldats israéliens. Le conflit fit 1 191 morts (dont 30 % sont des enfants de moins de 12 ans), 4 409 blessés, 974 184 déplacés, 200 000 réfugiés, 95 ponts et 100 routes détruits, 30 000 maisons démolies et une pollution énorme de la mer Méditerranée (10 à 35 000 tonnes de mazout). De son côté, Israël a décompté 162 morts, dont 121 militaires. Le coût des destructions au Liban est estimé à 6 milliards de dollars.
- 2008 : l'élection présidentielle de 2008 a lieu dans un contexte de violentes tensions dans le pays entre Hezbollah chiite, groupes sunnites et armée libanaise. Les accords de Doha stabilisent la situation et permettent l'émergence d'une figure politique forte, Michel Sleiman obtient un très large consensus (118 des 128 voix du Parlement monocaméral).
- 2020 : Une explosion au port de Beyrouth d'ampleur inédite intervient dans un contexte de crise socio-économique, tuant plus de 200 personnes, blessant 7 000 autres, et ravageant 77 000 bâtiments[4].